# CSTS

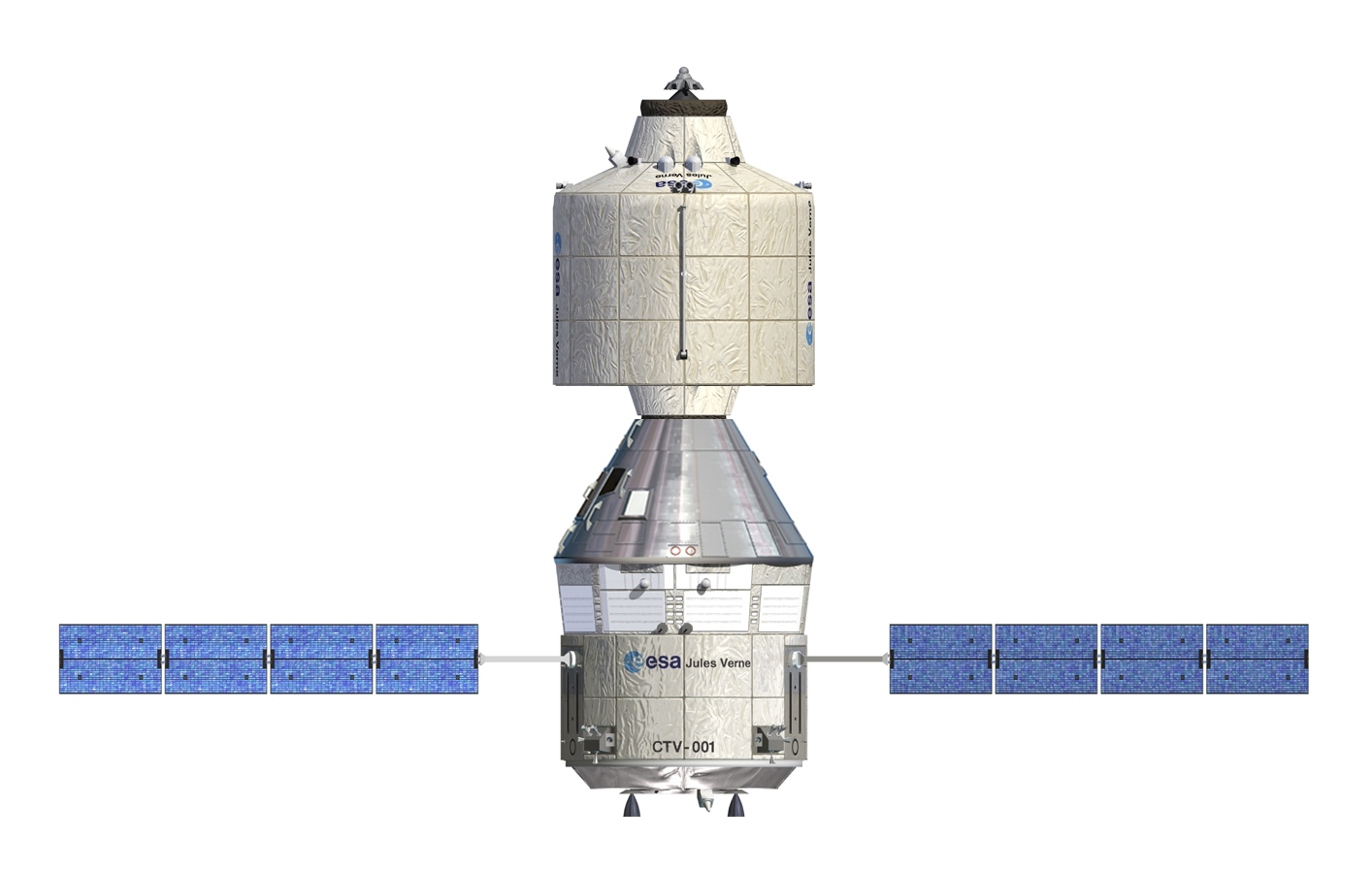
Disseny proposat pel CSTS

CSTS (Crew Space Transportation System) o ACTS (Advanced Crew Transportation System) és una proposta de sistema de vol espacial tripulat. Al principi va ser un projecte conjunt entre l'Agència Espacial Europea (ESA) i l'Agència Espacial Russa (FKA), però és ara únicament un projecte de l'ESA. El seu objectiu és dissenyar una nau espacial per operacions en òrbita terrestre baixa com el servei a l'Estació Espacial Internacional però també capaç per a l'exploració de la Lluna i més enllà. Aquest estudi va ser concebut com a pla d'estratègia bàsica per mantenir un programa espacial tripulat europeu viable perquè els oficials de la NASA van anunciar que la nau espacial Orion del programa Vision for Space Exploration de la NASA, va ser posteriorment cancel·lat, es va desenvolupar sense la participació dels associats internacionals. El CSTS va completar la seva fase d'estudi inicial, que va durar 18 mesos del setembre de 2006 a la primavera de 2008, abans que el projecte fos tancat abans de la conferència dels estats membres de l'ESA el novembre de 2008. No obstant això, el cap de l'ESA nega que el pla d'evolució de l'ATV és una alternativa i les converses encara estan en curs sobre si continuar o no amb el finançament del pla de l'ACTS. Fins al novembre de 2008, el finançament del projecte es va limitar a un estudi de viabilitat amb un llançament d'un vehicle real possible no abans del 2017.
El 2009, Rússia va decidir que utilitzaria una versió del disseny original del CSTS i amb el nom canviat a Prospective Piloted Transport System (PPTS) o Prospective Piloted Transport System. L'ESA va decidir de continuar amb l'ACTS (Advanced Crew Transportation System), una evolució del CSTS, la nau és una versió tripulada millorada de l'ATV. L'ACTS segueix el format de la nau espacial russa Soiuz amb un mòdul de descens/ascens separat i un mòdul orbital desmuntable. El mòdul de descens s'assembla bastant al mòdul de comandament americà Apollo mentre que el mòdul orbital s'assembla a una versió tripulada de l'ATV. A mitjan 2009, EADS Astrium va ser guardonada amb 21 milions d'euros per estudiar el disseny d'una versió tripulada del vehicle ATV europeu que es creu que és actualment la base del disseny de l'ACTS. No s'han donat a conèixer nous dissenys.